# Idiocera (Idiocera) satanas
Idiocera (Idiocera) satanas is een tweevleugelige uit de familie steltmuggen (Limoniidae). De soort komt voor in het Oriëntaals gebied.